# 陳氏璫
顺天高皇后（越南语：／；1769年1月4日—1846年11月6日），名陈氏璫（越南语：／），又名陈氏敬（越南语：／），越南阮朝開國君主嘉隆帝阮福映的妃嬪，也是明命帝的生母。

## 生平
景興二十九年十一月二十七日（1769年1月4日），陳氏璫出生於承天府香茶县，為陳興達與夫人黎氏的女兒。景興三十五年（1774年），北方鄭主軍隊攻克富春京。孝康皇后阮氏環藏匿民間，陳氏璫以“名家子”身份隨侍。景興四十年（1779年）春，阮福映派人將母親接到身邊，陳氏璫和諸位公主相隨。
景興四十二年（1781年），陳氏璫時年十四岁，被嘉隆帝封左宮嬪、號稱為二妃。景興五十二年（1791年），生下皇子阮福胆（明命帝），随后又陆续生下了建安王阮福旲，早殤皇子阮福昊以及紹化郡王阮福昣。
明命二年（1821年）三月，陳氏璫被尊為为皇太后。明命十八年（1837年）十一月，明命帝又加徽号為仁宣慈庆皇太后（越南语：／）。
紹治元年（1841年）三月，紹治帝晉尊陳氏璫为仁宣慈慶太皇太后。紹治五年（1845年）十一月，紹治帝加徽号為仁宣慈庆福寿康宁太皇太后（越南语：／）。
紹治六年九月十八日（1846年11月6日），陳氏璫去世，终年79岁。陳氏璫被追贈為皇后，谥号順天興聖光裕化基仁宣慈慶德澤元功高皇后（越南语：／）。葬於嘉隆帝天授陵之側，稱天授右陵。

## 冊文
明命二年（1821年），晉尊皇太后冊文：
至元稱母，資生參乾始之仁；大德得名，眷命介天申之祜。彤書煒煒，玉冊煌煌。欽惟皇母陛下，仁厚天資，賢明世德。慈愛施于子姓，福慶裕于邦家。訓迪臣躬，以有今日。既享天下之至養，宜膺天下之顯名。肫誠纔俞，允於僉言，翹望謙謙之德；鴻號庶敷，揚於懿範，式稽貴貴之文。是用請命宗廟，親率羣臣，恭奉冊寶，上皇太后尊號。伏惟丕正鴻名，茂膺繁祉。怡愉溢一堂之慶，化原丕式於自家；壽考徵萬禩之祺，福履永綏於奕世。
明命十八年（1837年），加徽號冊文：
有德必得其名，尊親之謂達孝。是故思齊雅什，美揭瑤編。長樂隆儀，光留彤史，皆所以賁嘉釐，而敭景鑠者也。欽惟聖母皇太后陛下，含弘毓慶，靜穆端型。襄帝業于重光，始基孚化；勖冲人于嗣服，啓迪垂慈。八𤥠薰流衍之和風，七袞薦康彊之壽祉。恭逢慶典，倍慰歡衷。至哉坤元，博厚難名。夫懿德稽諸古典，崇鴻用賁於芳徽。謹奉金冊金寶，恭上徽號曰仁宣慈慶皇太后。伏惟光受崇稱，永綏景嘏。九州榮養，長舒愛日之忱；聖壽申祺，厪獻如山之頌。
紹治元年（1841年），晉尊太皇太后冊文：
道莫大於孝，聖人端立教之原；禮莫大於名，王者重尊親之典。故雅詠思齊，盛稱京室。而頌歌濬哲，歸美商姬，皆所以表淑垂鴻，用敭景鑠者也。欽惟聖祖母仁宣慈慶皇太后陛下，莊靜垂慈，含弘敷化。宣懿德而懋修壼教，佐我世祖十有八年締造之基；迪前徽而敷遺後人，啓我先帝二十一載太平之治。壽愷茂綏，繁祉闓澤，洽乎邦家，昌蕃永裕。慈釐福慶，施于子姓。怡豫式孚榮養，顯揚久賁崇稱。撫紹承，受此丕基，燕翼仰憑於厚廕；肆繼述，厪思達孝，崇尊載舉於隆儀。是用虔告宗廟，奉金冊金寶，恭上尊號曰仁宣慈慶太皇太后。伏惟丕正鴻名，誕膺景嘏。恒貞久照，宮廷長穆於徽音；履吉凝祥，社稷永孚于美利。
紹治五年（1845年），加徽號冊文：
臣聞聖善之德，亶受多福。天其申命，用休身其康彊，子孫其逢吉。惟曾與玄而共見，曠古之所希聞。刻玉範金，以稱敭尊親之謂，達孝正於今日者也。欽惟聖祖母仁宣慈慶太皇太后陛下，思齊聖哲，啓迪賢明。佐重興一統山河，化基肇始；憑垂裕三朝文物，曆服延洪。日受訓彝，勖冲人於繼述，天錫純嘏，啓邦國以明徵。洛書開五福之祥，神筴薦萬年之算。望八僊齡益茂，欣瞻五代同堂。奉三天道咸孚，榮養九州四海。千方稱頌，八表騰歡。載舉隆儀，行慶以彰其惠吉；參諸古典，徽稱用賁其崇鴻。謹奉金冊，晉尊曰聖祖母仁宣慈慶福壽康寧太皇太后，伏惟齊日得天，順乾配地。高明悠久之無疆，博厚含弘之有永。懿德宣昭海宇，臚誠萬國之歡。含飴普及曾玄，齊上九如之頌。
紹治六年（1846年），皇后諡冊文：
臣聞有天下之大德，必受天下之大名。故尊名之典著於經，而述德之文垂諸策。欽惟皇祖妣大行仁宣慈慶福壽康寧太皇太后，含弘表懿，齊媚嗣徽。德協坤元，翊聖功于興夏；祥呈神璽，受帝命于生商。垂裕之光，施于社稷，始基之化，式于邦家。仁能博愛，而聖善周聞；慈以凝和，而福壽隆貴。三朝集慶，五代同堂。敷釐德洽，垓埏篤祐。功齊覆焘。遡積慶鍾祥之所自，感慕何竆；仰至仁大德之難名，答揚曷稱。式稽彝典，允協公忠。是用請命列廟，親率尊人府文武臣工恭奉金冊金寶，上尊諡曰順天興聖光裕化基仁宣慈慶德澤元功高皇后。伏惟光正鴻稱，懋揚懿鑠。高明陟配，齊悠久以無疆；右饗孚馨，篤翼承于有永。

## 影視形象
| 演員 | 年份   | 影視作品 | 備註  |
| 黎善 | 2019年 | 《鳳釦》 | [ 1 ] |

## 資料來源
1. ↑  . 新浪.   [2019-06-05]. （原始内容存档于2020-06-23）.